# الاتحاد الرياضي ببنقردان
الاتحاد الرياضي ببنقردان، يُعرف بـ USBG اختصاراً لـ (بالفرنسية: Union sportive de Ben Guerdane)، هو نادي رياضي تونسي في مدينة بنقردان بالجنوب التونسي. تأسس في 1 مارس 1936. يلعب الفريق منذ 2015 في الرابطة التونسية المحترفة الأولى.
يرأس النادي حاليا الفتحي هلال ويدربه منذ 8 نوفمبر 2024 محمد علي معالج.
يلعب مباراياته المحلية في ملعب 7 مارس الذي تبلغ سعته 10000 متفرج.
تحصل الفريق على المرتبة الثالثة في البطولة في موسم 2020–21 وكذلك وصل إلى نهائي الكأس في موسم 2016–17 قبل أن يخسر النهائي بهدف لصفر أمام النادي الإفريقي.
شارك الفريق ثلاث مرات في كأس الكونفيدرالية الأفريقية في موسم 2018 وموسم 2019–20 وكذلك موسم 2021–22.

## التاريخ
في سنة 1936 أنشأ مجموعة من الشباب من المدينة النادي برئاسة محمد لُغْبُنْطِنيِ ، ويتولى رئاسته الفعلية خليفه بن ساسي بالطيّب، لكن تدخل السلطات الاستعمارية  ألزم النادي بالانتقال إلى صفاقس للعب معظم المباريات - أندية هذه المنطقة تشكل غالبية الأندية في منطقة الجنوب - وحكم على النادي بلعب المباريات بصفة محلية غير رسمية.
و منذ الاستقلال أصبح النادي مشاركًا رسميًا في البطولات والمسابقات التونسية. ومع ذلك، ولسنوات عديدة، كان يلعب في القسم الثالث للجنوب الشرقي.
من بين اللاعبين السابقين، دعونا نقتبس من تشكيل 1968: علي الحاجي، مبروك شندول، عمر الفيتوري، محمد الغربي، بلقاسم لعجيل، سعيد بق بق، ميلود غبنْطني، عمار شلوف، سعيد العتري، جيلاني عاشور، حبيب القابسي. غالبًا ما يتم تدريب النادي من قبل لاعبين سابقين مثل محمد بن خضر ونوري بن ساسي، إلخ.
في سنة 1964 فاز النادي ببطولة القسم الثالث للجنوب الشرقي لكنه فشل في المباريات الفاصلة الوطنية للصعود.
كانت أول نقطة تحول في حياة النادي في 1987 عندما بدأ في جلب المدربين ذوي الخبرة وتقوية الفريق.
وثاني حدث في سنة 1994 عندما تولى بشير الماقوري منصب الرئاسة وأرسى الاحتراف، مما أدى إلى إقلاع بشري ومادي للنادي. ثم، وعلى الرغم من سقوط 1999 الدوار الذي أعاده إلى الدرجة الخامسة، إلا أن النادي استعاد حيويته وانتهى به الأمر إلى الدوري الممتاز.
في 2018، وللمرة الأولى، شارك الفريق في كأس الاتحاد الأفريقي بعد بلوغه نهائي كأس تونس. في الجولة الأولى، تغلب على هلال جوبا السوداني (النتيجة 3-0) قبل أن يتم إقصائه في الدور الثاني على يد كارا برازافيل الكونغولي (3-1 و0-3).
في 2019، وللمرة الثانية، يشارك الفريق في كأس الاتحاد الأفريقي بعد أن وصل إلى المركز الرابع في البطولة التونسية. في الجولة الأولى، تغلب على فريق عمارات يونايتد الجنوب سوداني (5-1 و 0-0) قبل إقصائه في الجولة الثانية من فريق بنداري الكيني (2-1 و 0-2).
في 2021، وللمرة الثالثة، يشارك الفريق في كأس الاتحاد الأفريقي بعد أن وصل إلى المركز الثالث في البطولة التونسية. في الجولة الأولى، تغلب على فريق نادي الشرطة النيجري (3-1 و 0-1) قبل إقصائه في الجولة الثانية من فريق نهضة بركان المغربي (0-1 و 0-4).

### الألقاب
الاتحاد الرياضي ببنقردان يحمل سبعة ألقاب في المجموع.
| وطني |
| - كأس تونس - النهائي 2016–17 - نصف النهائي 2021–22 - الرابطة التونسية المحترفة الأولى - المرتبة الثالثة 2020–21 - المرتبة الرابعة 2018–19 - الرابطة التونسية المحترفة الثانية (1) - بطل 2014–15 - الرابطة التونسية الثالثة (2) - بطل 1963–64، 2007–08 - وصيف 1994–95 - الرابطة التونسية الرابعة (2) - بطل 1987–88، 2006–07 - وصيف 1999–00 - الرابطة التونسية الخامسة (1) - بطل 2002–03 - وصيف 2001–02 - كأس الرابطة للهواة و البرومسبور (1) - بطل 2006–07 |

## المسيرة الكروية
| الموسم  | الرابطة         | الرئيس                          | المدرب                                                                  | الترتيب         | الهداف                                                  |
| 1956–87 | الرابطة الثالثة |                                 |                                                                         |                 |                                                         |
| 1987–88 | الرابطة الرابعة |                                 | ميشال سوكدروف                                                           | البطل، صعد      |                                                         |
| 1988–89 | الرابطة الثالثة |                                 | فتحي قريصيعة                                                            | التاسع          |                                                         |
| 1989–90 | الرابطة الثالثة |                                 | رشيد داود، مفتاح شندول وصلاح الدين السبتي                               | العاشر          |                                                         |
| 1990–91 | الرابطة الثالثة |                                 | ميشال سوكدروف وفتحي قريصيعة                                             | التاسع          |                                                         |
| 1991–92 | الرابطة الثالثة |                                 | حبيب الطرابلسي                                                          | التاسع          |                                                         |
| 1992–93 | الرابطة الثالثة |                                 | محمد هنشيري، حمادي قتات وثامر كسكسي                                     | التاسع          |                                                         |
| 1993–94 | الرابطة الثالثة |                                 | ثامر كسكسي وبشير الحجري                                                 | التاسع          |                                                         |
| 1994–95 | الرابطة الثالثة | بشير الماقوري                   | الناصر النفزي ونزار خنفير                                               | الوصيف، صعد     |                                                         |
| 1995–96 | الرابطة الثانية | بشير الماقوري                   | فتحي قريصيعة، كمال بوغزالة ونزار خنفير                                  | العاشر          | كريم لخنش (6) نجيب البريقي (6)                          |
| 1996–97 | الرابطة الثانية | عبد السلام الحمروني             | علي شبوح وهادي الكوني                                                   | السادس          | نجيب البريقي (6) مبروك الغربي (5) عماد بالرباب (5)      |
| 1997–98 | الرابطة الثانية | حمزة زغدود                      | ديتشا ستيفانوفيتش، محمد الهادي الغربي وكمال بوغزالة                     | التاسع          | ألفا بوتون (9) نصر بركة (5)                             |
| 1998–99 | الرابطة الثانية | محمد شفرود                      | فتحي قريصيعة، لطفي السبتي، هادي الكوني وفتحي قريصيعة                    | الرابع عشر، نزل | عمر مليك (9) بشير اليعقوبي (3)                          |
| 1999–00 | الرابطة الرابعة | محمد شفرود                      | فاخر الطريقي وعبد الرؤوف المرزوقي                                       | الوصيف          |                                                         |
| 2000–01 | الرابطة الرابعة | منجي عبعاب                      | علي النابلي، محمد سريب، عبد الرؤوف المرزوقي وفتحي قريصيعة               | الثاني عشر، نزل |                                                         |
| 2001–02 | الرابطة الخامسة | الطيب شلوف                      | فتحي قريصيعة                                                            | الوصيف          |                                                         |
| 2002–03 | الرابطة الخامسة | وديع الجريء                     | صلاح الدين السبتي                                                       | البطل، صعد      |                                                         |
| 2003–04 | الرابطة الرابعة | وديع الجريء                     | لطفي السبتي، وعبد الرؤوف المرزوقي                                       | الرابع          |                                                         |
| 2004–05 | الرابطة الرابعة | وديع الجريء                     | صلاح الدين السبتي، محمد ناجي وفاخر الطريقي                              | الثالث          |                                                         |
| 2005–06 | الرابطة الرابعة | وديع الجريء                     | مصطفى لوحيشي ولطفي السبتي                                               | الثالث          |                                                         |
| 2006–07 | الرابطة الرابعة | محمد بن الناصر الجريء           | عبد الكريم ناجي                                                         | البطل، صعد      |                                                         |
| 2007–08 | الرابطة الثالثة | محمد بن الناصر الجريء           | لطفي السبتي وعبد الرؤوف المرزوقي                                        | البطل، صعد      |                                                         |
| 2008–09 | الرابطة الثانية | محمد بن الناصر الجريء           | فوزي الرويسي، صلاح الدين السبتي ولطفي السبتي                            | الحادي عشر      | حسان الحرباوي (7) سليم باشا (3)                         |
| 2009–10 | الرابطة الثانية | محمد بن الناصر الجريء           | لطفي السبتي وحكيم عون                                                   | التاسع          | محمد العلوي (6) حسان الحرباوي (5) فرحات كسيكسي (4)      |
| 2010–11 | الرابطة الثانية | محمد شفرود                      | فتحي الحاج إسماعيل، محمد عزيز، حكيم عون ولسعد شفرود                     | الرابع عشر      | عبد المؤمن الشيباني (4)                                 |
| 2011–12 | الرابطة الثانية | عبد السلام الرقاد               | عادل لطرش، عبد اللطيف زمزم، حميد رمضانة وعز الدين خميلة                 | الثالث          | فرحات كسيكسي (10) صلاح الدين كرير (4) أشرف العيساوي (4) |
| 2012–13 | الرابطة الثانية | عبد السلام الرقاد               | عز الدين خميلة، عبد القادر بلحسن، لطفي السبتي، حكيم عون وعز الدين خميلة | الخامس          | موسى بابا (7) الهادي بالرخيص (4) محمد العلوي (4)        |
| 2013–14 | الرابطة الثانية | جمال الدين ضيف الله             | أحمد لبيض، لسعد معمر وعبد الله السليماني                                | الرابع          | الهادي بالرخيص (15) شاكر الرقيعي (7)                    |
| 2014–15 | الرابطة الثانية | الجليدي العرف                   | لطفي السبتي                                                             | البطل، صعد      | محمد أمين ذياب (10) رياض حتيوش (8)                      |
| 2015–16 | الرابطة الأولى  | الجليدي العرف                   | سفيان الحيدوسي وشكري الخطوي                                             | الحادي عشر      | إسماعيل مبانج (3) شهاب الزغلامي (3)                     |
| 2016–17 | الرابطة الأولى  | مهدي دبوبة                      | شكري الخطوي                                                             | السادس          | أمين عباس (3) الجيلاني عبد السلام (3)                   |
| 2017–18 | الرابطة الأولى  | مختار مارس                      | حكيم عون، سفيان الحيدوسي وسمير السليمي                                  | الثاني عشر      | لسعد الجزيري (9)                                        |
| 2018–19 | الرابطة الأولى  | منجي لسود                       | أنيس بوجلبان، خالد بن ساسي، نضال الخياري وشكري الخطوي                   | الرابع          | شهاب الزغلامي (4) بهاء الدين السلامي (4)                |
| 2019–20 | الرابطة الأولى  | منجي لسود                       | شكري الخطوي، طارق ثابت، نضال الخياري ورمزي جرمود                        | السابع          | ريكاردو ألفيس بيريرا (4)                                |
| 2020–21 | الرابطة الأولى  | منجي لسود ربيع الوحيشي (مؤقت)   | رمزي جرمود، حسان القابسي وكمال زعيم                                     | الثالث          | محمد بن طرشة (7)                                        |
| 2021–22 | الرابطة الأولى  | هشام بلقاسم ربيع الوحيشي (مؤقت) | رضا الجدي، كمال زعيم، حسان القابسي، أيمن شواط، حكيم عون ونضال الخياري   | السادس          | لسعد الجزيري (5)                                        |
| 2022–23 | الرابطة الأولى  | الجليدي العرف                   | شاكر مفتاح ونضال الخياري                                                | الخامس          | رفيق الكامرجي (14)                                      |
| 2023–24 | الرابطة الأولى  | الجليدي العرف                   | شهاب الليلي، حكيم عون، رمزي جرمود ومحمد علي معالج                       | الثاني عشر      | نسيم صيود (8)                                           |
| 2024–25 | الرابطة الأولى  | الفتحي هلال                     | فخر الدين قلبي ومحمد علي معالج                                          |                 |                                                         |

## المؤسسون
- خليفة بن ساسي بالطيّب (الرئيس).
- محمد كسيكسي (الكاتب العام).
- مبروك بن خضر (أمين المال).
- بشير الماقوري، علي بالريش، جيلاني لُغْبُنْطِنيِ، بلقاسم الفيتوري وعلي لمكشر (الأعضاء).

## الرؤساء
| البلد | الإسم                                 | الفترة    |
| ----- | ------------------------------------- | --------- |
| تونس  | بشير الماقوري                         | 1996-1994 |
| تونس  | عبد السلام الحمروني                   | 1997-1996 |
| تونس  | حمزة زغدود                            | 1998-1997 |
| تونس  | محمد شفرود                            | 2000-1998 |
| تونس  | منجي عبعاب                            | 2001-2000 |
| تونس  | الطيب شلوف                            | 2002-2001 |
| تونس  | وديع الجريء                           | 2006-2002 |
| تونس  | محمد بن الناصر الجريء                 | 2010-2006 |
| تونس  | محمد شفرود - سامي الودرني - منجي لسود | 2011-2010 |

| البلد | الإسم                     | الفترة    |
| ----- | ------------------------- | --------- |
| تونس  | عبد السلام الرقاد         | 2013-2011 |
| تونس  | جمال الدين ضيف الله       | 2014-2013 |
| تونس  | الجليدي العرف             | 2016-2014 |
| تونس  | مهدي دبوبة                | 2017-2016 |
| تونس  | مختار مارس - منجي لسود    | 2018-2017 |
| تونس  | منجي لسود                 | 2021-2018 |
| تونس  | هشام بلقاسم - ربيع لوحيشي | 2022-2021 |
| تونس  | الجليدي العرف             | 2024-2022 |
| تونس  | الفتحي هلال               | 2024-     |

## الهيئة المديرة
تركيبة الهيئة المديرة للاتحاد الرياضي ببنقردان للموسم الرياضي 2024–2025
آخر تحديث 4 أوت 2024.
| الإسم               | الخطة                                   |
| الفتحي هلال         | الرئيس                                  |
| المنجي عبعاب        | نائب الرئيس                             |
| علي مارس            | الناطق الرسمي للفريق                    |
| أنور الرحماني       | الكاتب العام القار                      |
| ياسين عبيد          | الكاتب العام                            |
| لسعد عون            | المدير التنفيذي                         |
| لسعد عبد الكبير     | رئيس فرع الأكابر                        |
| فتحي هلال           | أمين المال                              |
| لزهر المحظي         | أمين المال المساعد                      |
| وسام الحسناوي       | أخصائي التقييم و المتابعة ومحلل الفيديو |
| عبد الله العكروت    | رئيس فرع الشبان                         |
| وليد بن حسين        | نائب رئيس فرع الشبان                    |
| محمد بالضياف        | رئيس اللجنة القانونية                   |
| لسعد ضيف اللَّه       | عضو اللجنة القانونية                    |
| لمجد جاب الله       | عضو اللجنة القانونية                    |
| الدكتور عمارة لملوم | طبيب الفريق                             |
| توفيق الجليطي       | أخصائي العلاج الطبيعي                   |
| توفيق الماقوري      | مرافق فريق الأكابر                      |
| محمد المطيار        | مرافق فريق الأكابر                      |
| عمار مفتاح          | رئيس لجنة الدعم                         |
| عبد اللَّه العكروت    | عضو لجنة الدعم                          |
| لطفي التمتام        | رئيس لجنة الإعلام                       |
| محمد الهطاي         | رئيس لجنة التنظيم و الأحباء             |
| هاني الميلادي       | عضو لجنة التنظيم و الأحباء              |
| علي الجليطي         | عضو لجنة التنظيم و الأحباء              |
| أكرم العرعوري       | عضو لجنة التنظيم و الأحباء              |
| عبد الصمد بالسعود   | عضو لجنة التنظيم و الأحباء              |
| يوسف الجليطي        | عضو لجنة التنظيم و الأحباء              |
| أيمن لبيض           | عضو لجنة التنظيم و الأحباء              |
| مسعود ملوق          | حافظ الأثاث                             |
| عفيف الغفاري        | سائق الحافلة                            |

## الطاقم الفني
تركيبة الطاقم الفني للاتحاد الرياضي ببنقردان للموسم الرياضي 2024–2025
آخر تحديث 31 جويلية 2024.
| البلد | الإسم           | الخطة         | الفريق       |
| ----- | --------------- | ------------- | ------------ |
| تونس  | فخر الدين قلبي  | مدرب          | أكابر        |
| تونس  | يوسف الغريبي    | مدرب مساعد    | أكابر        |
| تونس  | علي القمودي     | مدرب الحراس   | أكابر        |
| تونس  | لطفي الرجليي    | معد بدني أول  | أكابر        |
| تونس  | عفيف لملوم      | معد بدني ثاني | أكابر        |
| تونس  | عزيز الخطوي     | محلل الفيديو  | أكابر        |
| تونس  | أيمن الصغير     | مدرب          | أكابر ب      |
| تونس  | أيمن الكوكي     | معد بدني      | أكابر ب      |
| تونس  | نزار صانصا      | مدرب          | أواسط        |
| تونس  | أسامة التايب    | مدرب          | أصاغر أ      |
| تونس  | محمد فضيل       | مدرب          | أصاغر ب      |
| تونس  | لسعد لشهيب      | مدرب          | أداني أ      |
| تونس  | حسام الناجح     | مدرب          | أداني ب      |
| تونس  | عبد اللطيف زمزم | مدير فني      | أصناف الشبان |
| تونس  | صابر المفتاحي   | مدرب حراس     | أصناف الشبان |

## اللاعبون

### التشكيلة الحالية 2023–24
آخر تحديث 29 أغسطس 2023.

## الملعب
لعب الاتحاد الرياضي ببنقردان مبارياته المحلية، في الملعب البلدي ببنقردان ثم في ملعب 7 مارس ببنقردان الذي يضم 10,000 مقعد
| - جانب من مدارج ملعب 7 مارس |

## الألوان والرموز

### التميمة
تميمة النادي هي الحصان الجامح الذي يرتدي قميص النادي باللون الأسود.
| - شعار الاتحاد الرياضي ببنقردان و الذي لم يتغير منذ نشأته \| الزي الرسمي \| \| ----------- \| |
| الزي الرسمي                                                                                   |

## مجموعات الأنصار
تقوم عدة مجموعات من الأنصار بتنظيم عروض المدارج قبل وأثناء المباريات، المعروفة باسم (دخلة)، من أكبر مجموعة الأنصار USBG Socios.
النادي لديه أيضا أنصار في أوروبا وحول العالم ينظمون إجتماعات لجلب الدعم والتبرعات للنادي بمختلف المعدات. في أبريل 2017، مُنح النادي حافلة خاصة من فرنسا لتسهيل تنقّل الفريق. وقد وفرت مجموعات أخرى من المشجعين، وخاصة في أوروبا، أحذية جديدة لأصناف الشبان وعدة مستلزمات رياضية لفريق الأكابر.

## الرعاة
رعاة الاتحاد الرياضي ببنقردان للموسم الرياضي 2023–2024
| الملابس الرياضية      |
| --------------------- |
| وان كمبيو             |
| أولسبورت              |
| الرعاة                |
| Gooal.tn              |
| الشركة التونسية للبنك |
| بنك الإسكان           |
| اتصالات تونس          |
| كوكا كولا             |
| بوڨا                  |
| كريستالين             |
| ستيل                  |
| وائل سيراميك          |
| التأمينات             |
| تأمينات كومار         |
| تأمينات حياة          |

## أبرز اللاعبين القدامى
- بلال خفيفي
- حسام الطبوبي
- حسان الحرباوي
- حمزة المسعدي
- ريكاردو ألفيس بيريرا
- سفيان خليلي
- سيف الدين الجزيري
- سيف الدين شرفي
- شاكر الرقيعي
- شهاب الزغلامي
- إدريسا كوليبالي
- غازي عبد الرزاق
- لسعد الجزيري
- مارسيال ياو
- مبروك الجندلي
- ياسين بو فلغة

## وصلات خارجية
- صفحة الاتحاد الرياضي ببنقردان على موقع كوووة.
- الموقع الرسمي للجامعة التونسية لكرة القدم.